# トレオニン
トレオニン (threonine) はアミノ酸の一種で、側鎖にヒドロキシエチル基を持つ。読みの違いでスレオニンと表記されることも多い。略号は Thr または T。トレオースに構造が似ていることから命名された。
極性無電荷側鎖アミノ酸に分類される。必須アミノ酸の1つ。穀物中のトレオニン含量は比較的高いが、消化吸収が悪い。糖原性を持つ。
遺伝子中ではコドンACU、ACC、ACA、ACGによってコードされている。
光学活性中心を2つ持つため4つの異性体がある。すなわち L-トレオニンには2つのジアステレオマーが存在するが、(2S,3R) 体のみが L-トレオニンと呼ばれる。(2S,3S) 体は天然にはほとんど存在せず、L-アロトレオニン (L-allo-threonine) と呼ばれる。
|                                                   |
| L-トレオニン(2S,3R) & D-トレオニン(2R,3S)         |
|                                                   |
| L-アロトレオニン(2S,3S) & D-アロトレオニン(2R,3R) |

側鎖のヒドロキシ基にグリコシル化を受け、糖鎖を形成する。トレオニンキナーゼの作用によりリン酸化され、ホスホトレオニンとなる。トレオニンを多く含む食品としてカッテージチーズ、鶏肉、魚、肉、レンズマメが挙げられる。

## 歴史
トレオニンはタンパク質を構成する20種類のアミノ酸の中で最後の1935年に、ウィリアム・カミング・ローズ、Richard McCoy、Curtis Meyerによって発見された。このアミノ酸はトレオース（threose）と構造が似ていたため、threonineと命名された。

## 生合成
ヒトはトレオニンを体内で作り出すことができないため、必須アミノ酸に分類される。一方、植物や大部分の微生物はアスパラギン酸から合成している。生合成の各段階は次のようなものである。まず、酵素アスパルトキナーゼがアスパラギン酸のβ-カルボキシル基をリン酸化する。次に β-アスパルテートセミアルデヒドデヒドロゲナーゼによって還元され、β-アスパルテートセミアルデヒドになる。これはトレオニン、メチオニン、リシンの生合成において重要な中間体である。これがホモセリンデヒドロゲナーゼ、ホモセリンキナーゼ、トレオニンシンターゼの作用によりトレオニンとなる。

## 代謝
トレオニンは2通りの経路で代謝される。
- トレオニンはトレオニンデヒドロゲナーゼによってピルビン酸へと変換される。この経路の中間体はCoAによる加チオール分解（英語版）を受け、アセチルCoAとグリシンが生成する。
- ヒトにおいて、トレオニンはあまり一般的な経路でセリンデヒドラターゼによってα-ケト酪酸へと変換され、その結果スクシニルCoAへと至る経路に入る。

## 代謝性疾患
以下の代謝性疾患では、スレオニンの分解が障害される。
- マロン酸およびメチルマロン酸尿合併症 (CMAMMA)
- メチルマロン酸血症
- プロピオン酸血症